# Bare (Anglia)
Bare – dzielnica miasta Morecambe w Anglii, w hrabstwie Lancashire, w dystrykcie Lancaster. Leży 3 km od miasta Lancaster. W 2018 miejscowość liczyła 6877 mieszkańców. Bare jest wspomniana w Domesday Book (1086) jako Bare.